# Christine Mayn
Christine Mayn (* 1. März 1962 in Bozen) ist eine italienische Schauspielerin, die in zahlreichen deutschen und österreichischen Fernsehserien und Filmen mitgewirkt hat.

## Leben und Karriere
Christine Mayn absolvierte ihre Schauspielausbildung in Innsbruck und ist seither an verschiedenen Theaterbühnen und TV-Produktionen wie z. B. Das ewige Lied aktiv. Dem deutschen Publikum ist sie unter anderem durch ihre mehrjährige Rolle der Dr. Marianne Himmel in der Serie Stadtklinik ein Begriff.
Mayn ist mit ihrem deutschen Schauspielkollegen Nick Wilder verheiratet. Die beiden leben gemeinsam in Dänemark, Südtirol und im US-Bundesstaat Montana und standen schon häufig gemeinsam bzw. für die gleiche Produktion vor der Kamera.

## Filmografie (Auswahl)
- 1997: Das ewige Lied
- 1997: Medicopter 117 – Jedes Leben zählt (Fernsehserie, 7 Folgen)
- 1998: Unser Charly – Ferien im Traumhotel
- 1999: Liebe versetzt Berge
- 1998–2000: Fieber – Ärzte für das Leben (TV)
- 1993–2000: Stadtklinik 159 Folgen in 10 Staffeln
- 2000: Das Traumschiff: Bali
- 2001: Sommer und Bolten: Gute Ärzte, keine Engel (TV)
- 2002: Unser Charly: Liebeskummer
- 2002: Wilder Kaiser – Herzen in Gefahr
- 2002: SOKO Kitzbühel – Wilderer (Fernsehserie)
- 2003: Das Traumschiff: Sambia und Viktoriafälle
- 2009: Rosamunde Pilcher: Gezeiten der Liebe
- 2010: Unser Charly: Das falsche Geschenk
- 2011: Rosamunde Pilcher: Verlobt, verliebt, verwirrt (TV)
- 2011: Herzflimmern – Liebe zum Leben (drei Episoden)
- 2012: Das Traumschiff: Singapur/Bintan
- 2012: Die Rosenheim-Cops  Zu hoch hinaus
- 2013: Rosamunde Pilcher: Zu hoch geflogen
- 2015: Das Traumschiff: Macau
- 2020: Das Traumschiff: Kapstadt